# The Beatles Greatest Hits Played by Santo & Johnny
The Beatles Greatest Hits Played by Santo & Johnny è un album discografico di Santo & Johnny, pubblicato dall'etichetta discografica Canadian-American Records nel settembre del 1964.

## Tracce

### LP
Lato A
1. A Hard Day's Night – 2:20 (John Lennon, Paul McCartney)
2. Do You Want to Know a Secret – 2:15 (John Lennon, Paul McCartney)
3. She Loves You – 2:20 (John Lennon, Paul McCartney)
4. I Want to Hold Your Hand – 2:25 (John Lennon, Paul McCartney)
5. The Beatle Blues – 2:15 (Santo Farina, Johnny Farina, Ann Farina)
6. I Saw Her Standing There – 2:07 (John Lennon, Paul McCartney)

Lato B
1. And I Love Her – 2:05 (John Lennon, Paul McCartney)
2. All My Loving – 1:55 (John Lennon, Paul McCartney)
3. P. S. I Love You – 2:10 (John Lennon, Paul McCartney)
4. Please Please Me – 2:00 (John Lennon, Paul McCartney)
5. The Beatle Stomp – 2:10 (Santo Farina, Johnny Farina, Ann Farina)
6. Can't Buy Me Love – 2:08 (John Lennon, Paul McCartney)

## Musicisti
- Santo Farina - chitarra steel
- Johnny Farina - chitarra
- Mort Garson - conduttore orchestra, arrangiamenti
- Mort Garson Orchestra

Note aggiuntive
- Gene Malis - produttore
- Registrazioni effettuate al Regent Sound Studios di New York City, New York
- Hal Dreeben - ingegnere delle registrazioni
- Kathy Kryger - coordinatrice album[2]